# Gordon Nutt
Gordon Nutt (Birmingham, 8 de noviembre de 1932-Tasmania, 25 de febrero de 2014) fue un jugador de fútbol británico que jugaba en la demarcación de delantero.

## Biografía
Gordon Nutt debutó como futbolilsta en 1951 a los 19 años de edad con el Coventry City FC. Jugó en el club durante los cuatro años siguientes, antes de irse traspasado al Cardiff City FC por un año. Ya en 1955 fichó por el Arsenal FC, donde marcó diez goles en 49 partidos jugados. Tras jugar en el Southend United FC, Nutt se fue a los Países Bajos para jugar con el PSV Eindhoven hasta 1962. Después de tres años de parón, Nutt jugó durante una temporada con el Sydney United 58 FC australiano. Finalmente en 1968 fichó por el Manly United FC, retirándose como futbolista al finalizar la temporada 1968/1969 a los 37 años de edad.
Gordon Nutt falleció el 25 de febrero de 2014 en Tasmania a los 81 años de edad.

## Clubes
| Club                | País         | Año       | Partidos | Goles |
| ------------------- | ------------ | --------- | -------- | ----- |
| Coventry City FC    | Inglaterra   | 1951-1954 | 76       | 12    |
| Cardiff City FC     | Inglaterra   | 1954-1955 | 17       | 4     |
| Arsenal FC          | Inglaterra   | 1955-1960 | 49       | 10    |
| Southend United FC  | Inglaterra   | 1960-1961 | 16       | 2     |
| PSV Eindhoven       | Países Bajos | 1961-1962 | 31       | 5     |
| Sydney United 58 FC | Australia    | 1965      | ¿?       | ¿?    |
| Manly United FC     | Australia    | 1968-1969 | ¿?       | ¿?    |